# Lamprochernes savignyi
Espèce
Synonymes
- Chelifer savignyi Simon, 1881
- Chelifer pygmaeus  L. Koch & Keyserling, 1885
- Chelifer brevifemoratus Balzan, 1887
- Chelifer celerrimus With, 1908
- Chelifer godfreyi Kew, 1911
- Pycnochernes linsdalei Chamberlin, 1952
- Muscichernes katoi Morikawa, 1960

Lamprochernes savignyi est une espèce de pseudoscorpions de la famille des Chernetidae.

## Distribution
Cette espèce est cosmopolite par introduction. Elle a été observée au Royaume-Uni, en Irlande, au Danemark, en Espagne, en Turquie, en Israël, en Égypte, au Soudan, au Tchad, au Kenya, en Afrique du Sud, à La Réunion, à Maurice, aux Seychelles, aux Émirats arabes unis, au Inde, au Népal, en Chine, au Japon, en Australie, en Nouvelle-Zélande, en Argentine, en Uruguay, au Paraguay, au Brésil, en Équateur, à la Grenade et aux États-Unis.

## Description
Les mâles mesurent de 1,2 à 1,7 mm et les femelles de 1,4 à 2,4 mm.

## Publication originale
- Simon, 1881 : Descriptions d'arachnides nouveaux d'Afrique. Bulletin de la Société zoologique de France, vol. 6, p. 1-15 (texte intégral).